# Гора Біганська
Гора́ Бі́ганська — заповідне урочище в Україні. Розташоване в межах Берегівського району Закарпатської області, на захід від села Велика Бийгань. 
Площа 5 га. Статус присвоєно 1990 року. Перебуває у віданні: філія «Береговодержспецлісгосп» (Чизайське лісництво, квартал 7, виділ 10, 21). 
Статус присвоєно для збереження частини лісового масиву з насадженнями липи пухнастої. Територія урочища розташована на південно-західному схилі гори Бегань (Біганської).